# Trichomimastra membranacea
Trichomimastra membranacea es una especie de insecto coleóptero de la familia Chrysomelidae.
Fue descrita científicamente en 1922 por Weise.